# Thaleria
Thaleria is een geslacht van spinnen uit de familie hangmatspinnen (Linyphiidae).

## Soorten
De volgende soorten zijn bij het geslacht ingedeeld:
- Thaleria alnetorum Eskov & Marusik, 1992
- Thaleria evenkiensis Eskov & Marusik, 1992
- Thaleria leechi Eskov & Marusik, 1992
- Thaleria orientalis Tanasevitch, 1984
- Thaleria sajanensis Eskov & Marusik, 1992
- Thaleria sukatchevae Eskov & Marusik, 1992